# Antoni Glanowski
Antoni Glanowski (ur. 20 lutego 1894 w Zawierciu, zm. 5 kwietnia 1975 w Derby) – podpułkownik piechoty Wojska Polskiego.

## Życiorys
Urodził się 20 lutego 1894, lub 1898 jako syn Jana. W latach 1910–1914 był uczniem gimnazjum w Krakowie (egzamin dojrzałości zdał w 1915). Po wybuchu I wojny światowej wstąpił do Legionów Polskich, służył w 3 Pułku Piechoty. Został wzięty do niewoli rosyjskiej w lipcu 1916, podczas bitwy pod Kostiuchnówką, przebywał w niej do listopada 1917. Wtedy uciekł z niewoli i w lutym 1918 wstąpił do II Korpusu Polskiego. Uczestniczył w bitwie pod Kaniowem, po której uniknął niewoli i przez Murmańsk i Anglię, przedostał się do Francji. Tam wstąpił do Armii Polskiej, gdzie ukończył szkołę oficerską, następnie dowodził 27 kompanią i I baonem 3 pułku.  
Po przybyciu do Polski został w lutym 1920 przydzielony do Szkoły Podoficerów Piechoty nr 1 Ostrowi-Komorowie. Od 18 lipca 1920 był dowódcą I baonu w 18 Dywizji Piechoty. Został awansowany do stopnia kapitana piechoty ze starszeństwem z dniem 1 czerwca 1919. Od 29 sierpnia 1920 był oficerem 49 pułku Strzelców Huculskich w garnizonie Kołomyja, w którym w 1923 był pełniącym obowiązki komendanta kadry batalionu zapasowego, a w 1924 był pełniącym obowiązki dowódcy I batalionu. Został awansowany do stopnia majora piechoty ze starszeństwem z dniem 1 stycznia 1927. 23 maja 1927 roku został wyznaczony na stanowisko kwatermistrza 59 pułku piechoty wielkopolskiej w Inowrocławiu. W lutym 1929 został oddany do dyspozycji Samodzielnego Wydziału Wojskowego MSW. Po odbyciu praktyki administracyjnej został prowizorycznym radcą wojewódzkiego w Urzędzie Wojewódzkim w Poznaniu (od 18 czerwca 1929), od 30 lipca 1929 był prowizorycznym radcą wojewódzkim w Urzędzie Wojewódzkim w Tarnopolu. Z tej funkcji został mianowany z dniem 4 września 1929 na urząd starosty powiatu skałackiego. Pełnił tę funkcję do 17 września 1930. Od 18 września 1930 był prowizorycznym radcą wojewódzkim w Urzędzie Wojewódzkim we Lwowie. W 1931 został zwolniony ze służby w MSW. Od 1931 do 1935 pracował w Kasie Chorych i Ubezpieczalni Społecznej we Lwowie. W 1934 jako major piechoty w stanie spoczynku był przydzielony do Oficerskiej Kadry Okręgowej nr VI jako oficer przewidziany do użycia w czasie wojny i pozostawał wówczas w ewidencji Powiatowej Komendy Uzupełnień Lwów Miasto. Od lipca 1936 był zarządca realności w Zarządzie Miejskim we Lwowie. W lipcu 1937 został mianowany przez wojewodę lwowskiego Alfreda Biłyka na urząd komisarycznego burmistrza miasta Jaworowa.
Był członkiem zarządu oddziału Związku Legionistów Polskich we Lwowie, 8 stycznia 1936 wybrany prezesem oddziału ZLP we Lwowie. Został członkiem sekcji imprez w ramach powołanego 5 października 1936 Obywatelskiego Komitetu Akcji na rzecz Funduszu Obrony Narodowej we Lwowie.
Po wybuchu II wojny światowej uczestniczył w walkach o Lwów, został ranny i stracił nogę. W kwietniu 1940 został aresztowany przez sowietów i deportowany w głąb Związku Radzieckiego, gdzie przebywał w łagrach, w obwodzie kustanajskim. Został zwolniony w 1941, opuścił Związek Radziecki z Armią Andersa.
Po wojnie zamieszkał w Derby, był działaczem PPS, przewodniczącym Centralnego Komitetu Partyjnego. W 1967 został mianowany do stopnia podpułkownika w korpusie oficerów piechoty.
Zmarł 5 kwietnia 1975 w Derby, został pochowany na Cmentarzu Rakowickim w Krakowie.

## Ordery i odznaczenia
- Krzyż Niepodległości (24 października 1931)[21]
- Srebrny Krzyż Zasługi (16 marca 1928)[22]